# خالد المنصور
خالد المنصور (عربی: خالد المنصور؛ زادهٔ ۱۹۶۵ (۵۹–۶۰ سال)) یک ورزشکار اهل عربستان سعودی است.